# Charles Stetson

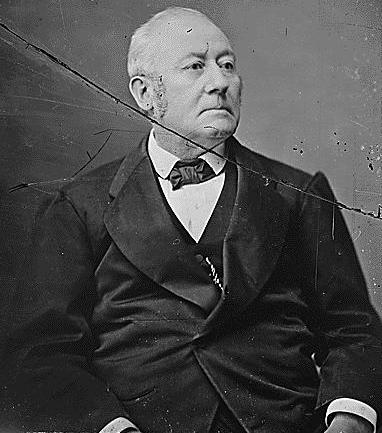
Charles Stetson

Charles Stetson (* 2. November 1801 in New Ipswich, Hillsborough County, New Hampshire; † 27. März 1863 in Bangor, Maine) war ein US-amerikanischer Politiker. Zwischen 1849 und 1851 vertrat er den Bundesstaat Maine im US-Repräsentantenhaus.

## Werdegang
Im Jahr 1802 zog Charles Stetson mit seinen Eltern nach Hampden im damaligen District of Maine des Staates Massachusetts. Er besuchte die Hampden Academy und studierte danach bis 1823 am Yale College. Nach einem anschließenden Jurastudium und seiner 1826 erfolgten Zulassung als Rechtsanwalt begann er in Hampden in seinem neuen Beruf zu praktizieren. Im Jahr 1828 wurde er auch am Obersten Bundesgericht als Anwalt zugelassen. In den folgenden Jahren bis 1833 bekleidete er in seiner Heimat verschiedene lokale Ämter. 1833 zog Stetson nach Bangor. Dort war er von 1834 bis 1839 als städtischer Richter tätig. In den Jahren 1843 und 1844 war er auch Mitglied im dortigen Gemeinderat. Zwischen 1845 und 1848 gehörte Stetson dem Regierungsrat (State Executive Council) von Maine an.
Stetson war Mitglied der Demokratischen Partei und wurde 1848 als deren Kandidat im sechsten Wahlbezirk von Maine in das US-Repräsentantenhaus in Washington, D.C. gewählt. Dort trat er am 4. März 1849 die Nachfolge von James S. Wiley an. Da er für die Wahlen des Jahres 1850 von seiner Partei nicht mehr für eine weitere Legislaturperiode nominiert wurde, konnte er bis zum 3. März 1851 nur eine Amtszeit im Kongress absolvieren. Diese wurde von den Diskussionen um die Sklaverei beherrscht.
Nach dem Ende seiner Zeit im Repräsentantenhaus arbeitete Charles Stetson wieder als Anwalt. Im Jahr 1860 wechselte er zur Republikanischen Partei. Er starb am 27. März 1863 in Bangor und wurde dort auch beigesetzt.